# William Daniel Leahy
William Daniel Leahy (ur. 6 maja 1875 w Hampton w stanie Iowa, zm. 20 lipca 1959 w Bethesda w Maryland) – amerykański wojskowy i polityk, oficer United States Navy, który doszedł do najwyższych godności pracując na stanowiskach administracyjnych i sztabowych. Jako Chief of Naval Operations (1937–1939) zajmował się przygotowaniami marynarki amerykańskiej do zbliżającej się wojny. Po odejściu z US Navy został mianowany przez swego przyjaciela, prezydenta Franklina D. Roosevelta gubernatorem Portoryko, znajdującego się wówczas pod administracją kolonialną Stanów Zjednoczonych (1939–1940), a następnie (w latach 1940–1942) ambasadorem USA przy rządzie kolaborującej z hitlerowskimi Niemcami Francji Vichy.
Powołany ponownie do służby w roku 1942 jako osobisty szef sztabu prezydenta piastował tę funkcję w trakcie II wojny światowej za prezydentury Roosevelta i później, za Harry’ego Trumana, aż do przejścia na emeryturę w roku 1949. Był pierwszym, choć nie nosił tego tytułu, przewodniczącym Połączonego Kolegium Szefów Sztabów, a także przewodniczącym amerykańskiego przedstawicielstwa w Combined Chiefs of Staff. Pełniąc te funkcje był najwyższym − w sensie decyzyjnym − amerykańskim oficerem w czasie wojny. Był też pierwszym oficerem US Navy, który dosłużył się pięciu gwiazdek admirała floty (oprócz niego udało się to tylko jeszcze trzem oficerom: Williamowi Halseyowi, Ernestowi Kingowi i Chesterowi Nimitzowi).

## Życiorys

### Dzieciństwo i młodość
Urodził się 6 maja 1875 w Hampton w stanie Iowa, ale rodzina przeniosła się wkrótce do Ashland w stanie Wisconsin. Syn wziętego prawnika i weterana wojny secesyjnej miał zamiar, idąc w ślady ojca, wstąpić do West Point, zapisał się jednak do United States Naval Academy, którą ukończył w roku 1897 z 15. lokatą.

### Służba w marynarce
Po ukończeniu szkoły Leahy otrzymał przydział na pancernik „Oregon”, wówczas operujący na Pacyfiku. Na pokładzie tego okrętu odbył wiosną 1898 roku rejs przez Cieśninę Magellana, by wziąć udział 3 lipca w bitwie pod Santiago w czasie wojny amerykańsko-hiszpańskiej. Była to jedyna bitwa, w jakiej wziął udział.
Po wymaganych prawnie dwóch latach służby na morzu Leahy otrzymał 1 lipca 1899 roku stopień podporucznika. W czasie wojny amerykańsko-filipińskiej i powstania bokserów w Chinach służył na kanonierkach „Castine” i „Glacier”, a następnie dowodził kanonierką „Mariveles”. Wrócił do Stanów Zjednoczonych w roku 1902 i przez następne pięć lat służył na krążownikach pancernopokładowych „Tacoma” i „Boston”, które stacjonowały w Panamie podczas budowy kanału.
Po zejściu na ląd trafił do Naval Academy, gdzie pracował jako instruktor na wydziale fizyki i chemii. Na morze wrócił w roku 1909 by służyć jako nawigator na pokładzie krążownika pancernego „California”. 18 października 1911 roku kapitan Leahy został adiutantem prezydenta Williama Tafta, a podczas okupacji Nikaragui w roku 1912 był szefem sztabu dowódcy floty.
Pod koniec tegoż roku ponownie zszedł na ląd i podjął (jako odkomenderowany) pracę w Biurze Nawigacji w Waszyngtonie; służył tam do roku 1915. W tym też czasie objął dowodzenie awizem „Dolphin” i nawiązał bliskie przyjacielskie stosunki z ówczesnym asystentem sekretarza marynarki, Franklinem D. Rooseveltem, który bawił jakiś czas na pokładzie. W początkach roku 1917 został przeniesiony do Floty Atlantyku, gdzie służył blisko rok na pancerniku „Nevada”, a w kwietniu 1918 objął dowodzenie transportowca „Princess Matoika”, (uprzednio statek pasażerski Princess Alice), wiozącego wojska amerykańskie do Francji. W czasie tego rejsu otrzymał Krzyż Marynarki Wojennej, po czym wrócił na ląd, do pracy w Departamencie Marynarki.
W roku 1921 wrócił na morze w charakterze dowódcy krążownika „St. Louis”, okrętu flagowego flotylli amerykańskiej patrolującej tureckie wody terytorialne podczas wojny grecko-tureckiej. Po zakończeniu tej wojny został dowódcą 1 Eskadry Minowców oraz − dodatkowo − dowódcą tzw. Control Force.
Po powrocie do USA służył (w latach 1923-1926) w Biurze Nawigacji jako dyrektor do spraw personalnych, po czym przez rok dowodził pancernikiem „New Mexico”.
W roku 1927 osiągnął pozycję oficera flagowego i został szefem Biura ds. Uzbrojenia. Blisko cztery lata później wrócił na morze jako dowódca Zespołu Rozpoznawczego Niszczycieli.
W 1933 roku ponownie trafił do Waszyngtonu i przez dwa lata był szefem Biura Nawigacji, po czym − już w stopniu wiceadmirała − wrócił na morze jako dowódca Zespołu Uderzeniowego Pancerników. W 1936 wciągnął swą flagę na maszt pancernika „California”.
Mianowany Szefem Operacji Morskich piastował ten urząd od stycznia 1937 do sierpnia 1939 roku, kiedy to przeszedł na emeryturę. Prezydent Roosevelt powiedział przy tej okazji: „Bill, jeśli będziemy mieli wojnę wracasz natychmiast z powrotem by mi pomagać”.
Przed odejściem na emeryturę Leahy wziął jeszcze udział w uroczystym chrzcie tankowca zaopatrzeniowego floty „Cimarron”, którego matką chrzestną była jego żona Louise.

### W służbie państwowej

#### Gubernator Portoryko

Admirał William D. Leahy w rozmowie z przedstawicielami władz Portoryko

Sprawował urząd gubernatora Portoryko od 11 września 1939, kiedy to zastąpił na stanowisku Blantona C. Winshipa, przez blisko czternaście miesięcy do 28 listopada 1940. Jego następcą został José Miguel Gallardo. Doglądał w tym czasie rozbudowy baz wojskowych i innych instalacji militarnych na wyspie. Przyjął zasadę nie interweniowania bezpośrednio w sprawy wewnętrzne, starając się zrozumieć i respektować miejscowe zwyczaje. Jakkolwiek obdarzony przez miejscowych niepochlebnym przydomkiem „Almirante Lija” (Admirał Papier ścierny), przez podobieństwo z jego nazwiskiem, był postrzegany jako jeden z najłagodniejszych amerykańskich gubernatorów wyspy w pierwszej połowie XX wieku.

#### Ambasador we Francji
Leahy został mianowany ambasadorem we Francji (czy też raczej Francji Vichy od nazwy miasta, w którym znajdowała się siedziba kolaborującego z Niemcami rządu) w roku 1941, a więc już po upadku Francji. Leahy odnotował w swoich wspomnieniach I Was There, że jego „głównym zadaniem było trzymać Francuzów po naszej stronie jak to tylko możliwe”. Został odwołany w maju 1942 roku. Amerykanie dostarczali żywność i środki medyczne reżimowi Vichy i Francuskiej Afryce Północnej w nadziei na osłabienie kolaboracji z Niemcami, a szczególnie otwartej współpracy w Afryce Północnej. Amerykańska pomoc nie mogła jednak kupić francuskiego wsparcia.

#### Szef sztabu prezydenta

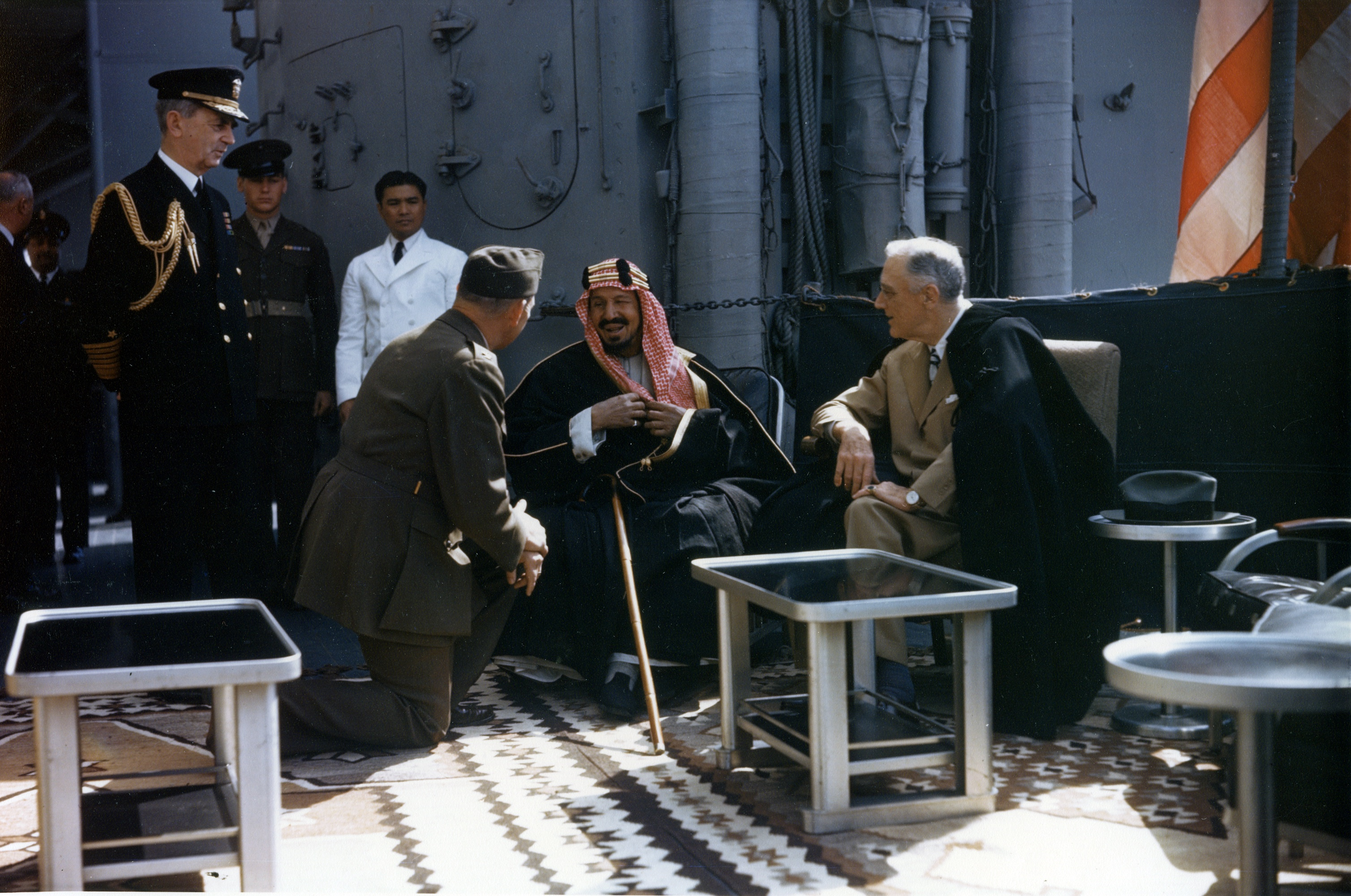
Prezydent Franklin D. Roosevelt, adm. William D. Leahy i król Arabii Saudyjskiej Abd al-Aziz ibn Saud na pokładzie USS Quincy

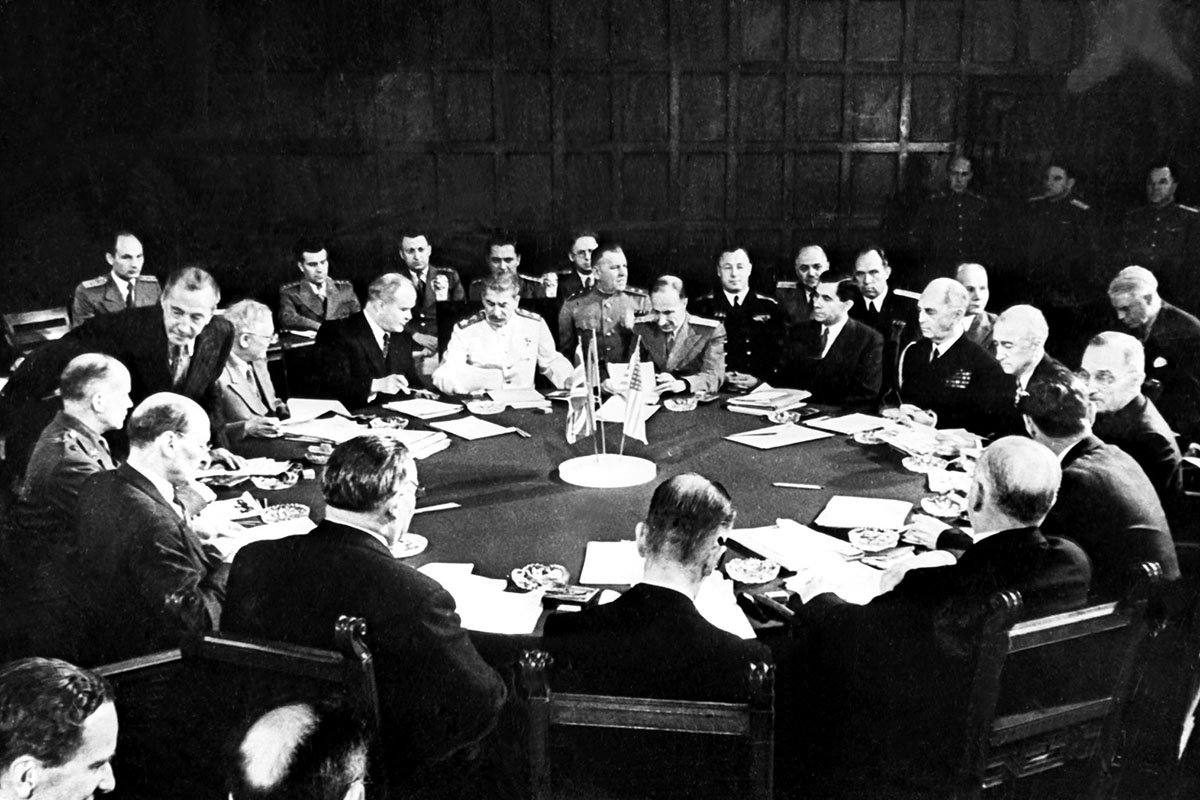
Konferencja poczdamska: Clement Richard Attlee, Ernest Bevin, Wiaczesław Mołotow, Józef Stalin, William D. Leahy, James F. Byrnes, Harry Truman i inni

Gdy Stany Zjednoczone znalazły się w stanie wojny, prezydent Franklin D. Roosevelt uznał, że potrzebny jest mu wysokiej rangi oficer jako osobisty doradca i łącznik z dowódcami trzech sił zbrojnych, jakimi byli admirał Ernest King (US Navy), generał George Marshall (US Army) i generał Henry H. Arnold (US Army Air Forces). Marshall stwierdził, że tylko Leahy będzie do zaakceptowania na tym stanowisku. 6 lipca 1942 roku Leahy został mianowany Szefem Sztabu Naczelnego Wodza US Army i US Navy, Prezydenta Stanów Zjednoczonych.
Leahy spędził D-Day (6 czerwca 1944 roku), w swym rodzinnym Hampton w stanie Iowa. Ta dobrze nagłośniona „podróż sentymentalna” była częścią szeroko zakrojonej akcji dezinformacyjnej związanej z lądowaniem aliantów w Europie. Chodziło o to by przekonać niemieckich szpiegów działających w USA, że nic ważnego nie może się wydarzyć gdy tak ważny oficer wyjeżdża prywatnie z Waszyngtonu.
15 grudnia 1944 roku Leahy został awansowany − jako pierwszy w historii − na stopień Admirała Floty.

#### Bomba atomowa

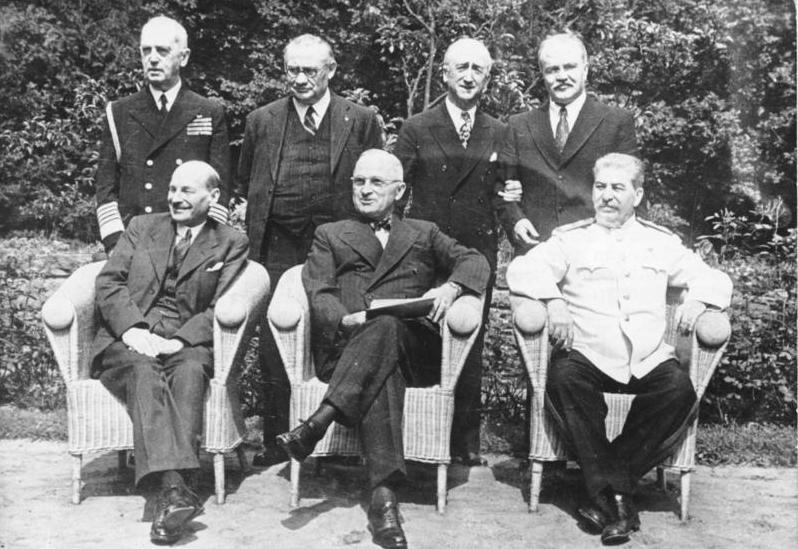
Siedzą (od lewej): Clement Richard Attlee, Harry Truman, Józef Stalin; za nimi: William Daniel Leahy, Ernest Bevin, James Francis Byrnes i Wiaczesław Mołotow

Gdy Vannevar Bush wytłumaczył jak działa bomba atomowa, Leahy powiedział do prezydenta Trumana: „To największe głupstwo jakie kiedykolwiek zrobiliśmy. Ta bomba nigdy nie wybuchnie, a mówię to jako ekspert w dziedzinie materiałów wybuchowych”. W okresie późniejszym Leahy był zdecydowanym przeciwnikiem użycia bomb nuklearnych do ataku na Hiroszimę i Nagasaki. W swych wspomnieniach napisał:

Gdy bomba została przetestowana prezydent Truman stanął przed trudną decyzją użycia jej. Nie podobał mu się ten pomysł, ale został przekonany, że to może skrócić wojnę z Japończykami i oszczędzić życie wielu Amerykanów. W moim przekonaniu użycie tej barbarzyńskiej broni przeciwko Hiroszimie i Nagasaki nie pomogło bynajmniej w naszej wojnie z Japonią. Japończycy już byli pokonani i gotowi się poddać z powodu kompletnej blokady morskiej i z powodzeniem prowadzonych bombardowań przy pomocy środków konwencjonalnych... W moim odczuciu my, jako pierwsi którzy tego użyli, przyjęliśmy etyczne standardy średniowiecznych barbarzyńców. Nie uczono mnie prowadzenia wojny w taki sposób, ani tego, że wojny można wygrywać zabijając kobiety i dzieci.

Po zakończeniu rokowań pomiędzy władzami Stanów Zjednoczonych i rządem Portoryko na temat wymuszonego przekazania części wysp Vieques i Culebra US Navy, Leahy w proteście złożył w marcu 1949 rezygnację, a w roku następnym wydał swe wspomnienia wojenne, I Was There.
Dwujęzyczna książka, Las memorias de Leahy: los relatos del almirante William D. Leahy sobre su gobernación de Puerto Rico (1939–1940) cytująca jego wspomnienia z Portoryko po hiszpańsku i po angielsku, została wydana w roku 2001 przez Luis Muñoz Marín Foundation.
Zmarł 20 lipca 1959 w Bethesda w stanie Maryland